# Parque nacional de las Islas Tortuga
El Parque nacional de las Islas Tortuga o Parque Islas Tortuga (en malayo: Taman Negara Pulau Penyu o Taman Pulau Penyu) se encuentra dentro de las Islas Tortuga, que a su vez se localizan en el mar de Joló a unos 40 kilómetros al norte de Sandakan, en Sabah, Malasia oriental. Se compone de 3 islas, Selingaan, Bakkungan Kechil y Gulisaan (esta última a menudo escrita con un "an" final en vez del tradicional "aan"), incluyendo los arrecifes de coral que las rodean y el océano. El parque es famoso por sus tortugas verdes y tortugas carey que ponen sus huevos en las playas de las islas. El parque cubre un área de 17,4 km². Las Islas Tortuga, sin embargo, se refieren a 10 islas, de las cuales 3 son parte del Parque Islas Tortuga de Malasia, y 7, que pertenece al municipio de las Islas Tortuga, Tawi-Tawi, Filipinas.